# 圣洛朗德拉萨勒
圣洛朗德拉萨勒（法語：Saint-Laurent-de-la-Salle，法語發音：[sɛ̃ loʁɑ̃ də la sal]）是法国卢瓦尔河地区大区旺代省的一个市镇，位于该省东南部，属于丰特奈勒孔特区。

## 地理
圣洛朗德拉萨勒（46°34'8"N, 0°55'4"W）面积19.22 平方千米，位于法国卢瓦尔河地区大区旺代省，该省份为法国西部沿海省份，北起大西洋卢瓦尔省和曼恩-卢瓦尔省，西临大西洋，南至滨海夏朗德省，东部及东南部与德塞夫勒省接壤。
与圣洛朗德拉萨勒接壤的市镇（或旧市镇、城区）包括：拉卡耶尔-圣伊莱尔、拉沙佩勒泰梅尔、圣西尔德加、圣马丹德方丹、圣马丹拉尔-昂圣埃米娜、圣瓦莱里安、里沃迪富日赖。

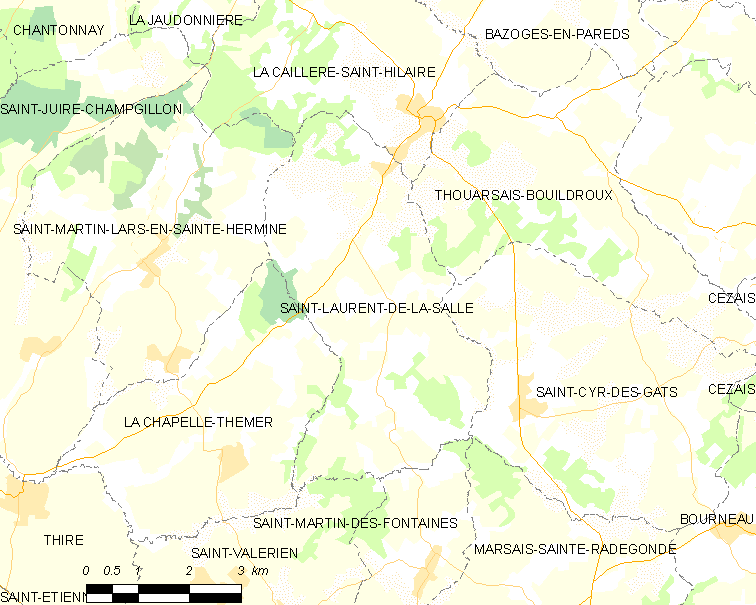
圣洛朗德拉萨勒的OSM定位图

圣洛朗德拉萨勒的时区为UTC+01:00、UTC+02:00（夏令时）。

## 行政
圣洛朗德拉萨勒的邮政编码为85410，INSEE市镇编码为85237。

## 政治
圣洛朗德拉萨勒所属的省级选区为拉沙泰涅赖县。

## 人口

1962-2008年间圣洛朗德拉萨勒人口变化图示

圣洛朗德拉萨勒于2022年1月1日时的人口数量为394人。